# Rob McFarlin
Robert Morley „Rob“ McFarlin (* 30. April 1943 in San Antonio) ist ein ehemaliger US-amerikanischer Autorennfahrer.

## Karriere
Der größte Erfolg von Rob McFarlin im Motorsport war der Gesamtsieg beim 12-Stunden-Rennen von Sebring 1979, den er gemeinsam mit Roy Woods und Bob Akin einfuhr. McFarlin, der seine Karriere 1970 begann, bestritt fast ausnahmslos Sportwagenrennen und gewann 1980 mit Partner Hurley Haywood das 6-Stunden-Rennen von Daytona, ein Wertungslauf der Sportwagen-Weltmeisterschaft dieses Jahres.

## Statistik

### Le-Mans-Ergebnisse
| Jahr | Team                | Fahrzeug    | Teamkollege | Teamkollege | Platzierung | Ausfallgrund       |
| ---- | ------------------- | ----------- | ----------- | ----------- | ----------- | ------------------ |
| 1979 | Dick Barbour Racing | Porsche 935 | Roy Woods   | Bob Akin    | Ausfall     | Zylinder überhitzt |

### Sebring-Ergebnisse
| Jahr | Team                | Fahrzeug    | Teamkollege | Teamkollege | Platzierung | Ausfallgrund |
| ---- | ------------------- | ----------- | ----------- | ----------- | ----------- | ------------ |
| 1979 | Dick Barbour Racing | Porsche 935 | Roy Woods   | Bob Akin    | Gesamtsieg  |              |